# San Yu
San Yu est un nom birman ; les principes des noms et prénoms ne s'appliquent pas ; U et Daw sont des titres de respect.
Ne doit pas être confondu avec Sanyu.
Le général San Yu (birman စန်းယု ; 3 mars 1918 - 30 janvier 1996), aussi connu sous le nom Bo Gyoke Kyi San Yu ou U San Yu, est un ancien commandant en chef de la Tatmadaw (armée birmane) et homme d'État, Président de la Birmanie du 9 novembre 1981 au 27 juillet 1988.

## Jeunesse
San Yu est né dans une famille sino-birmane le 3 mars 1918 à Theal Kone (district de Prome, dans l'actuelle Région de Bago).
Ses parents s'appelaient U San Pe et Daw Shwe Lai et bien qu'il soit certain qu'il avait du sang chinois, on ignore s'il descendait d'une des ethnies chinoises nationales. Son nom chinois est Shan You (山友).
Il fit ses études secondaires à Shwe Taung (dans le district de Prome), puis commença la médecine à Rangoon. En 1942, au moment de l'offensive japonaise en Birmanie, il était en seconde année de l'Université de médecine de Rangoon. Il participa au soulèvement des étudiants contre les britanniques et s'engagea dans l'Armée pour l'indépendance birmane à Prome. Il fit ensuite partie de l'Armée de défense birmane (ensuite nommée Armée nationale birmane, puis Forces patriotiques birmanes).

## Carrière militaire
Le 14 janvier 1946, à la dissolution des Forces patriotiques birmanes, il fut intégré à l'armée régulière avec le grade de sous-lieutenant dans le 3e bataillon de fusiliers birmans. Il monta rapidement dans les rangs, grâce à sa loyauté indéfectible envers ses supérieurs. Le 23 janvier 1947, il fut promu capitaine et le 24 février 1949 major (commandant), commandant en second du 3e bataillon de fusiliers birmans.
Promu lieutenant-colonel le 25 novembre 1949, il fut mis à la tête du 1er bataillon de fusilliers karennis. Il fut ensuite transféré au 1er bataillon de fusillers kachins le 22 décembre 1950. En 1950 et 1951, il servit sous les ordres du général de brigade Ne Win au commandement de la région militaire Nord. Il fut ensuite transféré au ministère de la défense le 17 septembre 1952.
Le 9 mars 1956, il fut promu colonel. Il prit le commandement de la région militaire Nord le 25 février 1959 et fut promu général de brigade le 9 avril.
Il fut ensuite nommé commandant de la 1re brigade d'infanterie le 16 août 1961, commandant de la région militaire Est le 16 octobre et de la région militaire Nord-Ouest le 29 novembre.
Après le coup d'État militaire du 2 mars 1962, San Yu fut nommé chef en second de l'état major de l'armée birmane le 15 février 1963. Le 20 avril 1972, il fut encore promu et nommé commandant en chef de l'armée.

## Carrière civile
San Yu était un des membres fondateurs de Conseil révolutionnaire arrivé au pouvoir grâce au coup d'État du 2 mars 1962 contre le gouvernement civil du premier ministre U Nu. Il fut nommé président de la commission chargée de rédiger la nouvelle constitution, formée par le Conseil révolutionnaire le 25 septembre 1971. De 1971 à 1973, il voyagea dans toute la Birmanie pour la préparation de la Constitution de la République Socialiste de l'Union Birmane, plus connue sous le nom de Constitution birmane de 1974.

Drapeau du Parti du programme socialiste de Birmanie (BSPP).

San Yu devint secrétaire général du Conseil d'État du Parti du programme socialiste de Birmanie (BSPP) le 26 avril 1974. Il prit sa retraite militaire le 3 mars 1978.
Dans les derniers jours du quatrième congrès du BSPP, Ne Win annonça son intention de quitter la Présidence de la République Socialiste de l'Union Birmane après les "élections" de 1981.
Le 9 novembre 1981, l'assemblée birmane (Pyithu Hluttaw) élut San Yu cinquième président du pays. Il conserva ce poste jusqu'au 27 juillet 1988.
Au cinquième congrès du BSPP, en août[réf. souhaitée] 1985, San Yu fut élu vice-président du parti.
Les manifestations prodémocratiques de 1988 provoquèrent la tenue d'un congrès extraordinaire du BSPP. Le jour de son ouverture, le 23 juillet, Ne Win annonça que San Yu, lui-même et quatre autres responsables avaient exprimé le désir de quitter leurs fonctions au sein du parti et de l'état. Le congrès rejeta les démissions ou demandes de mise en retraite du vice-président U Aye Ko, d'U Sein Lwin, secrétaire général du BSPP et secrétaire du Conseil d'État, d'U Tun Tin, membre du comité central exécutif du BSPP et vice-premier ministre et d'U Kyaw Htin, membre du comité central exécutif du BSPP et ministre de la défense, mais il accepta celles de Ne Win et de San Yu.
Après sa mise en retraite, San Yu ne prit pas part au coup d'État du SLORC et vécut tranquillement dans sa maison de la banlieue de Rangoon, où il mourut le 30 janvier 1996. Avec son épouse Daw Than Shane, ils ont eu quatre filles.

## Sources
- (en) Cet article est partiellement ou en totalité issu de l’article de Wikipédia en anglais intitulé « San Yu » (voir la liste des auteurs).